# Ranunculus niphophilus
Ranunculus niphophilus är en ranunkelväxtart som beskrevs av Briggs. Ranunculus niphophilus ingår i släktet ranunkler, och familjen ranunkelväxter. Inga underarter finns listade i Catalogue of Life.